# Lee Jong-hyun
Đây là một tên người Triều Tiên, họ là Lee.
Lee Jong-hyun (이종현; phát âm [iː dʑoːŋ hjəːn]; sinh ngày 15 tháng 5 năm 1990) là một tay guitar, ca sĩ, nhạc sĩ, diễn viên người Hàn Quốc. Anh là tay guitar chính và ca sĩ của ban nhạc Rock Hàn Quốc CNBLUE. Anh đã thực hiện diễn xuất của mình trong một bộ phim omnibus Acoustic tiếp theo là truyền hình đầu tay trong Phẩm giá quý ông trong năm 2012.
Vào tháng 8 năm 2019, Lee Jong-hyun rời CNBLUE sau những tranh cãi về hành vi quấy rối tình dục đối với một YouTuber, và giữa những cáo buộc về việc anh xem những đoạn video quay lén bất hợp pháp và có những cuộc trò chuyện không phù hợp liên quan tới tình dục, hạ thấp phụ nữ trong phòng chat nhóm, một phần của vụ bê bối Burning Sun.

## Cuộc sống và sự nghiệp

### Đầu đời
Lee Jong-hyun sinh ngày 15 tháng 5 năm 1990, tại Busan, Hàn Quốc. Gia đình anh gồm anh, cha mẹ và 2 chị gái. Anh sống ở Busan trước khi gia đình chuyển đến Nhật Bản khi anh được bốn tuổi. Gia đình anh lại chuyển về Busan và anh đã hoàn thành trường tiểu học và trung học ở đó.
Năm 2010, anh là thế hệ thứ 2 trong số thành viên trong NHẤT CHÍN TRƯỜNG ULZZANG (có nghĩa là #2 ULZZANG) với một số thành viên khác của CNBLUE là Jung Yong-hwa, Jaehyo của Block B, Lee Joon của MBLAQ, Himchan của B.A.P, là những thế hệ đầu tiên, thứ ba, thứ tư và thứ năm tương ứng.
Các Scouter tài năng từ FNC Music (nay là FNC Entertainment) đã đến thăm Busan để xem Jung Yong-hwa, đi ngang qua, gặp Jong-hyun trên đường phố, và đề nghị trinh sát ngay lập tức. Trên đường đến buổi thử giọng của mình, anh đã gặp hiện đồng CNBLUE thành viên của mình Jung Yong-hwa tại Ga Seoul. Sau đó gặp Kang Min-hyuk (cũng là thành viên hiện tại của CNBLUE) tại F&C Music nơi họ thử giọng. Cuối cùng chỉ có ba người họ vượt qua buổi thử giọng và Jong-hyun đã bắt đầu đào tạo âm bass công nghệ tại FNC Academy.
Trước khi Jong-hyun bắt tay vào sự nghiệp âm nhạc của mình, anh là một vận động viên judo, người đã giành huy chương vàng trong một chức vô địch judo trong số các vận động viên tại quê hương của anh khi anh còn học trung học. Tuy nhiên, anh đã quyết định từ bỏ thể thao khi nhận ra rằng điều này không phải là lĩnh vực mà anh sẽ nổi trội sau khi để thua trong một trận đấu chỉ trong vài giây. Sau đó anh bắt đầu tập trung vào âm nhạc. Lúc đầu, anh đã học hát, sau đó là chơi đàn piano. Sau đó, khi xem một tiếng ca sĩ-nhạc sĩ và nghệ sĩ guitar Eric Clapton chơi guitar, ông đã truyền cảm hứng để anh tìm hiểu để chơi guitar.

### Sự nghiệp âm nhạc
Lee Jong-hyun ra mắt với CNBLUE tại Hàn Quốc vào ngày 14 tháng 1 năm 2010 với đĩa đơn của họ "I'm Aloner". Trước khi ra mắt của họ tại Hàn Quốc, họ ra mắt như một ban nhạc độc lập, với Jong-hyun là trưởng nhóm, tại Nhật Bản vào tháng 8 năm 2009. Sau đó Jung Yong-hwa đã qua thay vị trí trưởng nhóm sau lần đầu tiên debut tại Hàn Quốc của ban nhạc.  
Jong-hyun, cùng với Jung Yong-hwa, cũng đã được đóng góp đáng kể cho các ban nhạc của sáng tác bài hát đã được phát hành tại Nhật Bản và Hàn Quốc. Anh sáng tác bài hát như "Blind Love", "Lie", "Rain of Blessing", "Kimio", "My Miracle", "Come On", "No More", "These Days" vv, tất cả được tích cực thông tin phản hồi. "Come On" đứng thứ 5 ở nội dung đơn hàng tuần của bảng xếp hạng Oricon trong khi "Blind Love" đứng thứ 4. "Get Away", một trong những sáng tác của anh đã được sử dụng khi kết thúc bài hát chủ đề cho phim truyền hình Mỹ Gossip Girl phát sóng ở Nhật Bản. Jong-hyun cho biết anh sáng tác ca khúc "These Days" khi anh còn là thực tập sinh.
Jong-hyun hát "My love" OST cho SBS Drama Phẩm chất quý ông mà anh đóng vai chính, các bài trong OST đã được phát hành bản solo đầu tiên anh kể từ khi debut thành ca sĩ. OST được xếp cao trên các bảng xếp hạng âm nhạc kĩ thuật số Hàn Quốc khác nhau trong nhiều tuần và trở thành một trong những OST Drama Hàn Quốc phố biến vào năm 2012 và giành chiến thắng gia thưởng anh OST từ giải thưởng âm nhạc Seoul. "My Love" dành vị trí No.6 trên bảng xếp hạng Billboard K-POP Hot 100 cuối năm 2012 và dành vị trí No.15 bảng xếp hạng đĩa đơn Gaon Hàn Quốc
Jong-hyun và đồng nghiệp của anh labelmate Juniel hình thành một bộ đôi được gọi là ''Romantic J'' và phát hành một mùa đông đặc biệt Digital Single Album với single ''Love Falls''. Bài hát được sáng tác bởi chính anh và được viết bởi Juniel.  Đoạn teaser cho MV đã được phát hành vào ngày 05 tháng 12 năm 2013 tại 00:00 KST và đầy đủ các MV được phát hành vào 12NN KST tại The FNC chính thức kênh. Cùng với MV, thực hiện, bình luận của Romantic J và CNBLUE Lee Jung-shin, và những bộ phim ghi âm đã được phát hành. Bài hát đạt vị trí #27 tại bảng xếp hạng Melon. Romantic J sẽ được ghi âm cho gia đoạn đầu tiên của họ tại Simply Kpop, M-net M! Countdown và SBS MTV The Show.

### Sự nghiệp diễn xuất
Trong năm 2010, Jong-hyun thực hiện vai diễn của mình như Kim Seong Won trong một omnibus phim Acoustic được phát hành vào ngày 28 Tháng Mười 2010. Jong-hyun đã đóng bộ phim cùng với đồng thành viên CNBLUE Kang Min-hyuk người đóng vai em trai của anh Kim Hae Won trong phần thứ hai của bộ phim được gọi là "Bakery Attack". Bộ phim xoay quanh câu chuyện của hai anh em, người yêu âm nhạc nhưng không thể kiếm tiền với nó. Anh trai quyết định bán cây guitar của mình nhưng em trai mình vô tình bị mất nó. Họ tìm thấy cây đàn guitar trong một tiệm bánh ở Đại học Hongik và học được những hiểu biết mới về âm nhạc của chủ cửa hàng bánh.
Vào ngày 27 tháng năm 2012, Jong-hyun ra mắt bộ phim truyền hình đầu tay của mình trong SBS drama cuối tuần A Gentleman Dignity với Jang Dong Gun, Kim Ha Neul, Kim Min-jong, Kim Soo-ro và Lee Jong Hyuk. Trên Tháng 7 năm 2013, Jong-hyun làm khách mời như là một nhân vật quan trọng trong KBS2 Drama đặc biệt - Tuổi vị thành niên Medley.

## Tranh cãi và rời nhóm

### Giao dịch nội bộ cổ phiếu
Vào tháng 6 năm 2016, Lee Jong-hyun và thành viên cùng nhóm Jung Yong-hwa đã bị buộc tội giao dịch nội bộ cổ phiếu của FNC Entertainment dựa trên thông tin rằng công ty của họ, FNC Entertainment đã ký hợp đồng với diễn viên hài, người dẫn chương trình nổi tiếng và nhân vật truyền hình Yoo Jae-suk. Trong khi Jung Yong-hwa được tha bổng mọi tội danh, Lee Jong-hyun đã bị phạt. Lee Jong-hyun đã xin lỗi và tuyên bố rằng anh đã mua các cổ phiếu mà không xác minh thông tin, nhưng một khi nhận ra các vấn đề pháp lý có thể xảy ra từ việc mua, anh đã giữ lại cổ phiếu.

### Bê bối group chat tình dục
Vào ngày 12 tháng 3 năm 2019, công ty chủ quản của Lee Jong-hyun đã đưa ra tuyên bố rằng Jong-hyun không liên quan đến group chat và những hoạt động tình dục mà Jung Joon-young tham gia. Tuy nhiên, vào ngày 14 tháng 3 năm 2019, Lee Jong-hyun được xác nhận có liên quan đến scandal Burning Sun với Jung Joon-young trong phòng chat 1:1 mà Jung Joon-young đã chia sẻ nhiều cảnh quay camera ẩn nhạy cảm của Joon-young và nhiều phụ nữ. Lee Jong-hyun đã có những bình phẩm khiếm nhã và những cuộc trò chuyện hạ thấp phẩm giá phụ nữ. Vào ngày 15 tháng 3 năm 2019, Lee Jong-hyun thừa nhận rằng anh đã xem các video khiêu dâm được chia sẻ bởi Jung Joon-young và đã đưa ra những nhận xét chê bai về những người phụ nữ bị quay lén. Quá trình điều tra hiện vẫn đang tiếp diễn. Vào ngày 28 tháng 8 năm 2019, Lee Jong-hyun tuyên bố rút khỏi CNBLUE sau phản ứng dữ dội từ cư dân mạng về những tin nhắn tán tỉnh không phù hợp mà anh gửi cho một nữ BJ trên mạng xã hội.

## Thiết bị
Jong-hyun chủ yếu sử dụng một loạt các Marshall và Orange Amplifiers, đặc biệt là JVM410 và các kiểu JCM2000 TSL khi lên sân khấu. Jong-hyun sử dụng nhiều loại guitar, bao gồm một PRS Artist V, một Paul Reed Smith Cústom 22, một Gibson Les Paul Hístoric Reissue Goldtop, một Carvin Custom, một Martin HD-28V Acoustic và Tobacco Burst Fender Stratocaster.

## Danh mục phim

### Phim truyền hình
2017-bản tình ca duy nhất của tôi-với gong seung yeon(đóng cặp trong we got married)-vai chính
| Năm       | Đài     | Tiêu đề                            | Vai trò                                  | Chú thích                    |
| --------- | ------- | ---------------------------------- | ---------------------------------------- | ---------------------------- |
| 2012      | SBS     | Phẩm chất quý ông                  | Collin Black                             | Vai phụ                      |
| 2013      | KBS2    | Drama Special - Adolescence Medley | Yang Yeong-woong                         | Khách mời tập 3              |
| 2013–2014 | tvN     | Cheongdam-dong 111                 | Chính anh                                | Chương trình thực tế tập 1-8 |
| 2014      | LINE TV | One Sunny Day (web drama)          | Couple guy                               | Khách mời tập 4 & 8          |
| 2015      | KBS2    | "Orange Marmalade"                 | Han Shi Hoo (cùng với Seol Hyun của AOA) | Vai chính                    |

2018 Cupid biết yêu / Oh Soo / vai chính

### Phim
| Năm  | Công ty      | Thể loại                 | Vai trò       | Chú thích      |
| ---- | ------------ | ------------------------ | ------------- | -------------- |
| 2010 | Kino Eye/DMC | Acoustic (Bakery Attack) | Kim Seong-won | nghệ sĩ ra mắt |

### Chương trình thực tế
| Năm  | Chương trình                          | Đài  | Chú thích                                     |
| ---- | ------------------------------------- | ---- | --------------------------------------------- |
| 2011 | Director's Cut Season 2 (tập 13–14)   | Mnet | Khách mời (với Kang Min Hyuk)                 |
| 2011 | Radio Star                            | MBC  | Khách mời (tập 234)                           |
| 2012 | Radio Star                            | MBC  | Khách mời (tập 298)                           |
| 2012 | Strong Heart (tập 142)                | SBS  | Khách mời đặc biệt                            |
| 2012 | GO Show (tập 21, 34)                  | SBS  | Khách mời                                     |
| 2013 | Running Man (tập 127, 129, 138)       | SBS  | Khách mời                                     |
| 2013 | Family's Dignity – Full House (tập 3) | KBS  | Khách mời                                     |
| 2013 | Blind Test Show 180° (tập 5)          | MBC  | Khách mời                                     |
| 2013 | Taxi (ep 277)                         | tvN  | Khách mời (với thành viên CNBLUE)             |
| 2014 | Running Man (tập 186)                 | SBS  | Khách mời (với thành viên CNBLUE)             |
| 2014 | Weekly Idol (tập 139, 140)            | MBC  | Khách mời (với thành viên CNBLUE)             |
| 2014 | Hello Counselor (tập 163)             | KBS  | Khách mời (với thành viên CNBLUE)             |
| 2014 | Golden Fishery Radio Star (tập 367)   | MBC  | Khách mời (với thành viên CNBLUE)             |
| 2014 | Weekly Idol (tập 157)                 | MBC  | Khách mời (với Kang Min Hyuk, FT Island, AOA) |
| 2014 | Sleeping With The Boss (tập 6, 7)     | JTBC | Khách mời (với Kang Min Hyuk, FT Island, AOA) |
| 2015 | My Young Tutor (tập 14,15)            | MBC  | Khách mời                                     |
| 2015 | Yonghwa's Hologram                    | MNET | Khách mời                                     |
| 2015 | We Got Married                        | MBC  | Chồng của Gong Seung-yeon                     |
| 2015 | Exciting India                        | KBS  | Thành viên                                    |

### Music Video
| Năm  | Music video                       | Độ dài | Album                                                                                                 | Chú thích                 |
| ---- | --------------------------------- | ------ | --- | ------------------------- |
| 2013 | "Love Falls (Korean: 사랑이 내려) | 5:10   | Mùa đông đặc biệt Digital Single Album trong Romantic J (Được hình thành bởi Lee Jong-hyun và Juniel) | Nam chính, giọng ca chính |
| 2014 | "Mr. Ambiguous"                   | 5:26   | "Hello" mini-album của MAMAMOO                                                                        | Chính anh                 |

### MC
| Năm  | Chương trình                    | Đài | Chú thích                                                              |
| ---- | ------------------------------- | --- | ---------------------------------------------------------------------- |
| 2013 | Show! Music Core                | MBC | MC đặc biệt cùng với các thành viên khác của CNBLUE                    |
| 2013 | MTV 'THE SHOW: ALL ABOUT K-POP' | SBS | MC đặc biệt cho 2 tập với 2 thành viên của Girl's Day's Hyeri and Yura |

## Danh sách đĩa nhạc

### Đĩa đơn
| 2010 | High Fly (with Kang Min-hyuk) | 102 | — | Acoustic OST                                    |
| 2012 | 내 사랑아 (My Love)           | 4   | 2 | Phẩm chất quý ông OST 2                         |
| 2013 | 사랑이 내려 (Love falls)      |     |   | Romantic J: Winter Special Digital Single Album |
| "—" biểu thị phát hành không có trong bảng xếp hạng hoặc không phát hành tại khu vực đó. Ghi chú - BXH Billboard K-Pop Hot 100 được thành lập vào tháng 8 năm 2011. Nếu phát hành trước ngày này sẽ không có trong dữ liệu xếp hạng. |                               |     |   |                                                 |

### Sáng tác và sản xuất
| Năm phát hành | Ca sĩ  | Bài hát                                                    | Album | Vai trò                             | Ghi chú |
| ------------- | ------ | ---------------------------------------------------------- | --- | ----------------------------------- | --- |
| 2014          | CNBLUE | "Sleepless Night..."                                       | Can't Stop                                                                                                 | Đồng soạn nhạc, Đồng viết lời       | |
| 2013          | CNBLUE | "I Can't Believe"                                          | What Turns You On?                                                                                         | Đồng soạn nhạc, viết lời            | |
| 2013          | CNBLUE | "Crying Out"                                               | What Turns You On?                                                                                         | Đồng soạn nhạc, viết lời            | |
| 2013          | CNBLUE | "With Your Eyes"                                           | Blind Love, What Turns You On?                                                                             | Soạn nhạc, viết lời                 | Xếp hạng #3 (Japan Recochoku K-Pop weekly Asia chart) |
| 2013          | CNBLUE | "Blind Love"                                               | Blind Love, What Turns You On?                                                                             | Đồng soạn nhạc, viết lời, biên soạn | Charted at #1 (Japan Recochoku K-Pop weekly Asia chart), #4 (Oricon Nhật Bản), #7 (Billboard Hot 100 Nhật Bản), #4 (Doanh thu đĩa đơn bán chạy Billboard Nhật Bản) |
| 2013          | CNBLUE | ""Na Geudaeboda" (나 그대보다; "Myself More Than You")"    | Re:Blue | Đồng sáng tác                       | Xếp hạng #41 (Gaon Hàn Quốc), #48 (Billboard Hàn Quốc), #6 (KK Box Đài Loan)                                                                                       |
| 2012          | CNBLUE | "Starlit Night"                                            | Robot, What Turns You On?                                                                                  | Soạn nhạc, viết lời                 | |
| 2012          | CNBLUE | "These Days"                                               | Code Name Blue                                                                                             | Soạn nhạc                           | Chưa phát hành bản Hàn trình diễn lần đầu tại Blue Night Concert ở Seoul (2012)                                                                                    |
| 2012          | CNBLUE | "No More"                                                  | Code Name Blue                                                                                             | Đồng soạn nhạc                      | |
| 2012          | CNBLUE | "My Miracle"                                               | Come On | Đồng soạn nhạc                      | |
| 2012          | CNBLUE | "Come On"                                                  | Come On, Code Name Blue                                                                                    | Soạn nhạc                           | #5 (Oricon Nhật Bản), #8 (Billboard Hot 100 Nhật Bản), #5 (Doanh thu đĩa đơn bán chạy Billboard Nhật Bản)                                                          |
| 2012          | CNBLUE | "Get Away"                                                 | Where You Are, Code Name Blue                                                                              | Đồng soạn nhạc                      | Chưa phát hành bản Hàn trình diễn lần đầu tại Blue Night Concert ở Seoul (2012)                                                                                    |
| 2011          | CNBLUE | "Rain of Blessing"                                         | In My Head                                                                                                 | Đồng soạn nhạc                      | |
| 2011          | CNBLUE | "Illusion"                                                 | 392 | Soạn nhạc, Đồng viết lời            | |
| 2011          | CNBLUE | "Coward"                                                   | 392 | Đồng soạn nhạc, Đồng biên soạn      | |
| 2010/2011     | CNBLUE | "Kimio" (bản Nhật)/"Yes" (bản Hàn)                         | 392 (bản Nhật), First Step +1 Thank You (bản Hàn)                                                          | Soạn nhạc, Đồng viết lời (bản Hàn)  | #102 (Gaon Hàn Quốc) (bản Hàn) |
| 2011          | CNBLUE | "Wanna Be Like You" (bản Hàn)                              | First Step (bản Hàn)                                                                                       | Đồng viết lời (bản Hàn)             | Xếp hạng #73 (Gaon Hàn Quốc) (bản Hàn) |
| 2010/2011     | CNBLUE | "Lie"                                                      | 392 (bản Nhật), First Step (bản Hàn)                                                                       | Đồng soạn nhạc                      | Xếp hạng #52 (Gaon Hàn Quốc) (bản Hàn) |
| 2010/2011     | CNBLUE | "Eclipse" (bản Nhật)/ "Love Follows the Rain" (bản Hàn)    | (phát hành trước đó trong đĩa đơn "The Way" vào năm 2010 như Phần 3), 392 (bản Nhật), First Step (bản Hàn) | Đồng soạn nhạc                      | Xếp hạng #39 (Gaon Hàn Quốc) (bản Hàn) |
| 2010/2011     | CNBLUE | "A.Ri.Ga.Tou" (bản Nhật)/ "Thank You" (고마워요) (bản Hàn) | Thank U (bản Nhật), First Step (bản Hàn)                                                                   | Soạn nhạc, Đồng viết lời (bản Hàn)  | Xếp hạng #69 (Gaon Hàn Quốc) (bản Hàn) |
| 2009          | CNBLUE | "Never Too Late"                                           | Voice, Thank U                                                                                             | Đồng soạn nhạc                      | |

## Giải thưởng và đề cử
| Năm  | Giải thưởng                         | Thể loại                | Đề cử                             | Kết quả   | Tham khảo |
| ---- | ----------------------------------- | ----------------------- | --------------------------------- | --------- | --------- |
| 2012 | 5th Korea Drama Awards              | OST tốt nhất            | "My Love" (Phẩm chất quý ông OST) | Đề cử     | [ 28 ]    |
| 2012 | 14th Mnet Asian Music Awards (MAMA) | OST tốt nhất            | "My Love" (Phẩm chất quý ông OST) | Đề cử     | [ 29 ]    |
| 2012 | 4th MelOn Music Awards              | TStore Bài hát hay nhất | "My Love" (Phẩm chất quý ông OST) | Đề cử     | [ 30 ]    |
| 2012 | 4th MelOn Music Awards              | OST tốt nhất            | "My Love" (Phẩm chất quý ông OST) | Đề cử     | [ 31 ]    |
| 2012 | SBS Drama Awards                    | Diễn viên mới           | Phẩm chất quý ông                 | Đoạt giải | [ 32 ]    |
| 2013 | 22nd High1 Seoul Music Awards       | OST tốt nhất            | "My Love" (Phẩm chất quý ông OST) | Đoạt giải | [ 11 ]    |